# Пироговка (Львов)
Пироговка (укр. Пирогівка) — историческая местность в юго-восточной части Львова, ныне в Сиховском районе города, недалеко от сегодняшней улицы Пироговки, между улицами Пасечной и Вулецкой. С востока примыкает к Винниковскому лесопарку, на севере граничит с местностью  Пасеки, на западе — с районом Сихов.